# Horas non numero nisi serenas
La locuzione latina Horas non numero nisi serenas, tradotta letteralmente, significa non conto che le ore serene.
Questa iscrizione posta sulle meridiane ha doppio senso: lo gnomone, com'è naturale, non può segnare le ore se non con il sole, ossia con il sereno, quindi ci si auspica che anche al padrone della meridiana le ore siano serene.
Se ne può leggere anche una analoga: Afflictis lentae, celeres gaudentibus horae (Le ore sono lente per chi è addolorato, veloci per chi è felice).
Tale espressione latina è stata utilizzata da Don Bosco, poiché entrando nel seminario di Chieri vide il motto in una meridiana e lo fece proprio, impostando la sua vita e il suo apostolato in modo allegro e gioviale. La meridiana geografica e astronomica universale realizzata nella cittadina torinese riporta le ore di varie città del mondo ed è la "meridiana di Don Bosco" in quanto costruita nel cortile del seminario in cui studiò il Santo.
La meridiana di don Bosco fino al 1988 si trovava a Chieri, nel cortile dell'ex seminario di S. Filippo (attuale scuola media
don Milani); ora però una riproduzione è visibile al Colle Don Bosco sulla facciata della “Casa di Giuseppe”, nella quale è collocato il Museo della civiltà contadina